# Авиакатастрофа Ту-22М3 в Оленегорске
Авиакатастрофа Ту-22М3 в Оленегорске — авиационная катастрофа, произошедшая 22 января 2019 года с военным самолётом Ту-22М3 на авиабазе Оленья.

## Самолёт
Ту-22 модель Ту-22М3 (бортовой номер «35 красный», заводской 1683134) работал в ВКС России до 22 января 2019 года.

## Экипаж
- Командир экипажа — ВЛ 2 класса майор Гурьев Алексей Германович
- Помощник командира корабля — ВЛ 2 класса майор Мазунин Константин Юрьевич
- Штурман-оператор — ВШ 3 класса капитан Грейф Виктор Владимирович
- Штурман-инструктор — старший штурман полка ВШ 1 класса подполковник Рылков Максим Анатольевич[1].

## Хронология событий
22 января 2019 года в 13:40 по МСК при заходе на посадку на аэродром базирования Оленья с курсом 185 градусов в плохую погоду (сильный снег) потерпел авиакатастрофу самолёт Ту-22М3 RF-94159 40 сап КДА ВКС России, на борту которого был макет ракеты Х-22.
На предпосадочном снижении самолёт попал в густой снежный заряд, командир самолёта допустил приземление с повышенной перегрузкой в районе торца ВПП. После жёсткого касания (удара) основными стойками шасси об ВПП нос самолёта резко опустился вниз и кабина экипажа практически отделилась от фюзеляжа, фюзеляж продолжил движение вверх. Когда нос самолёта дотронулся до полосы — произошёл первый взрыв на месте излома (который полностью разделил 2 части самолёта), после чего был ещё один взрыв в районе передней стойки шасси. Команды руководителя полётов на катапультирование из самолёта экипаж не выполнил. Потом кабина экипажа перевернулась, упала на землю и загорелась. Фюзеляж в воздухе перевернулся и рухнул на ВПП где продолжил движение и впоследствии сгорел. Вместе с фюзеляжем кабина экипажа остановилась на сопряжении 2-й РД и ВПП в перевернутом состоянии, примерно в 500 метрах от торца ВПП. Из-за разлива керосина и недостатка в аэродромной технике пожар на аэродроме потушили через 1,5 часа.

## Расследование
По предварительным данным, причиной катастрофы стали:
1. Ошибка в технике пилотирования.
2. Неподготовленность к полётам в данных метеоусловиях.
3. Нарушение командованием требований по управлению полётами.
4. Ошибка в работе ГРП.
5. Неудовлетворительное АТО полетов[1].

## Последствия авиакатастрофы
Из 4 членов экипажа находившихся на борту погибли 3 человека: Алексей Гурьев (умер в Оленегорской ЦГБ), Константин Мазунин (погиб на месте), Виктор Грейф (умер в санчасти авиабазы).
Выжил только один человек — Рылков Максим Анатольевич (получил множественные переломы, в том числе рёбер, и повреждения внутренних органов).